# Tototlán
Tototlán é um município do estado de Jalisco, no México.
Em 2005, o município possuía um total de 19.710 habitantes.